# Puig d'en Galí
El Puig d'en Galí és una muntanya de 721,4 metres del terme comunal de Ceret, a la comarca del Vallespir (Catalunya del Nord).
Està situat al sud-est de la vila de Ceret, en el terç meridional del terme comunal de Ceret. És al nord-oest de Reixurt i al llevant del Mas d'en Ribes, dins del que fou el terme de Palol, incorporat a mitjan segle xix al de Ceret.